# Allogamus despaxi
Allogamus despaxi is een schietmot uit de familie Limnephilidae. De soort komt voor in het Palearctisch gebied.